# Westfield Stratford City
Westfield Stratford City är ett köpcentrum i Stratford, London, öppnat 13 september 2011. Med en sammanlagd butiksyta på ca 177 000 kvadratmeter är det ett av de största urbana köpcentrumen i Europa.
Anläggningen har ca 280 butiker och 70 restauranger.